# エスタディ・マジョルカ・ソン・モイシュ
エスタディ・マジョルカ・ソン・モイシュ（カタルーニャ語: Estadi Mallorca Son Moix）は、スペイン・バレアレス諸島州パルマ・デ・マヨルカにあるサッカー専用スタジアム。RCDマジョルカがホームスタジアムとして使用している。

## 概要
パルマ・デ・マヨルカで開催された1999年夏季ユニバーシアードのために本スタジアムが建設され、サッカー競技会場として使用された。1999年、サッカークラブのRCDマジョルカはパルマ市議会から50年間の使用権を得て、ホームスタジアムをエスタディ・リュイス・シッジャーから本スタジアムに移転させた。パルマ市街地中心部からの距離は約3kmであり、パルマ・デ・マヨルカ空港からの距離は約13kmである。
2020年に入るとスタジアムは段階的に拡張と改修が行われ始め、2024年に工事が完了した。これにより。それまであった陸上トラックが撤去されサッカー専用スタジアムへと改築された。また、2層構造となっている北と南スタンドには屋根が付設され、残る東と西スタンドは1層構造ながらテラス席など娯楽に重点を置いた施設がデザインされた。

## 開催された主な試合
- 国際Aマッチ

| 日付           | チーム#1 | 結果 | チーム#2       | ラウンド                      |
| -------------- | -------- | ---- | -------------- | ----------------------------- |
| 2013年10月11日 | スペイン | 2-1  | ベラルーシ     | 2014 FIFAワールドカップ・予選 |
| 2024年6月8日   | スペイン | 5-1  | 北アイルランド | 親善試合                      |